# Cold Ashton
Cold Ashton är en civil parish i Storbritannien.   Den ligger i kommunen South Gloucestershire och riksdelen England, i den södra delen av landet, 160 km väster om huvudstaden London.